# El Impostor (film, 1997)
Pour les articles homonymes, voir El Impostor.
Pour plus de détails, voir Fiche technique et Distribution.
El Impostor est un film argentin réalisé par Alejandro Maci et sorti en 1997.

## Synopsis
Sebastián Heredia, 26 ans, quitte précipitamment la maison de ses parents de Buenos Aires pour se réfugier dans leur résidence secondaire située au milieu de la pampa. Son père met un espion sur sa piste mais celui-ci tombe amoureux d’une mystérieuse fille qui semble contrôler le destin de ceux qu’elle rencontre...

## Fiche technique
- Titre : El Impostor
- Titre d’origine : El Impostor
- Réalisation : Alejandro Maci
- Scénario : Alejandro Maci, María Luisa Bemberg, Jorge Goldenberg
- Assistante-réalisation : Carola Jalife
- Musique : Nicola Piovani
- Directeur de la photographie : Ricardo Aronovich
- Ingénieur du son : José Luis Díaz
- Décors : Emilio Basaldua
- Costumes : Rosa Zemborain
- Monteur : Juan Carlos Macias
- Pays d’origine :  Argentine
- Année de tournage : 1996
- Langue de tournage : espagnol
- Producteur : Óscar Kramer
- Sociétés de production : Mojame SA (Argentine), OKCK Films (Argentine), Oscar Kramer SA (Argentine)
- Format : couleur – son Dolby – 35 mm
- Genre : comédie dramatique, fantastique
- Durée : 99 min
- Date de sortie : 22 mai 1997  Argentine

## Distribution
- Antonio Birabent : Sebastián Heredia
- Walter Quiroz : Juan Medina
- Belén Blanco : Teresita
- Norman Briski : le docteur Medina
- Mónica Galán : Clotilde
- Marilú Marini : Madame Heredia, la mère
- Eduardo Pavlovsky : Monsieur Heredia, le père

## Distinctions
- Cuba 1997 – (es) Festival International du cinéma de La Havane :
  - Prix du Meilleur décor à Emilio Basaldua
  - Prix de la Meilleure photo à Ricardo Aronovich
  - Deuxième Prix Grand Corail au réalisateur Alejandro Maci